# Мост Миленијум
Мост Миленијум је мост који се налази у Подгорици и простире се изнад реке Мораче. Дуг је 140 , а стуб се уздиже 57  изнад тла. 12 каблова носи саобраћајну платформу, док је још 24 причвршћено за контратегове.

## Историја
Пројектовао га је Младен Улићевић, професор Грађевинског факултета у Подгорици. Израдила га је словеначка компанија Приморје, а отворен је 13. јула 2005. године, на годишњицу устанка народа Црне Горе против италијанских окупатора током Другог светског рата.
Иградња моста је започела 2005. године, а трошкови изградње су износили око 7 милиона евра. Платформа садржи по две саобраћајне траке и стазу за пешаке са обе стране. Мост спаја Булевар Ивана Црнојевића у центру града и Тринаестојулску улицу у новом делу града, и тиме смањује оптерећења на осталим закрченим мостовима који спајају центар града са густо насељеним четвртима са друге стране Мораче.